# 西園寺 (蘇州市)
西園寺（さいえんじ）は、中華人民共和国江蘇省蘇州市呉中区にある仏教寺院。

## 歴史
西園寺は、元の至正年間の創建で、当時は帰元寺と称した。
明の崇禎8年（1635年）、律宗に改宗する。「戒幢律寺」と改称。
清の咸豊10年（1860年）、太平天国の乱の火難で、寺は全焼した。光緒初年（1875年）、広慧和尚は寺院を再建した。再建後に「西園寺」に改名した。
1982年、江蘇省人民政府は仏寺を江蘇省文物保護単位に認定した。1983年、中華人民共和国国務院は仏寺を漢族地区仏教全国重点寺院に認定した。

## 伽藍
照壁、福徳橋、智慧橋、震国戒壇坊、山門、鐘楼、鼓楼、天王殿、大雄宝殿、三宝楼、五百羅漢堂、放生池、六角亭

## ギャラリー
- 震国戒壇坊、山門
- 鼓楼、鐘楼
- 天王殿
- 大雄宝殿
- 放生池、六角亭
- 天王殿
- 五百羅漢堂の羅漢像
- 五百羅漢堂の千手観音像